# Нове Ґронди
Нове Ґронди (пол. Nowe Grądy) — село в Польщі, у гміні Ґродзець Конінського повіту Великопольського воєводства.
Населення — 60 осіб (2011).
У 1975-1998 роках село належало до Конінського воєводства.

## Демографія
Демографічна структура станом на 31 березня 2011 року:
|          | Загалом | Допрацездатний вік | Працездатний вік | Постпрацездатний вік |
| -------- | ------- | ------------------ | ---------------- | -------------------- |
| Чоловіки | 29      | 1                  | 27               | 1                    |
| Жінки    | 31      | 7                  | 18               | 6                    |
| Разом    | 60      | 8                  | 45               | 7                    |